# Kraftwerk Oberaudorf-Ebbs
Das Kraftwerk Oberaudorf-Ebbs ist ein Laufwasserkraftwerk der österreichischen Verbund AG am Inn, der an dieser Stelle die deutsch-österreichische Grenze bildet. Namensgebend sind die Gemeinden Oberaudorf und Ebbs, in denen das Kraftwerk liegt.

## Geschichte
Die österreichische Wasserrechtsbehörde hatte das flussabwärts gelegene Laufwasserkraftwerk Nußdorf unter der Auflage genehmigt, auch das Kraftwerk Oberaudorf-Ebbs zu errichten. Nach einem fünfjährigen Genehmigungsverfahren, war im Februar 1988 Baubeginn. Aufgrund von Widerständen gegen den Bau von österreichischer Seite, kam es schon im März 1988 zu einem einjährigen Baustopp. Nach einigen ergänzenden Maßnahmen konnten die Bauarbeiten im Februar 1988 wieder fortgeführt werden. Während der Bauzeit wurde der Inn am linken Ufer an der Baustelle vorbeigeleitet. Im April und Juli 1992 wurden die beiden Turbinen in Betrieb genommen.
E.ON verkaufte seinen Anteil an der Betreibergesellschaft des Kraftwerks, der Österreichisch-Bayerische Kraftwerke AG, 2013 im Rahmen eines Tauschgeschäftes, an die österreichische Verbund AG.

## Anlage
Das Kraftwerk wurde als Pfeilerkraftwerk errichtet. Es besteht aus einer dreifeldrigen Wehranlage in deren zwei Mittelpfeilern je eine Kaplan-Rohrturbine mit dem dazugehörigen Generator untergebracht ist.
Der Rückstau des Inns reicht circa 9,8 km bis zur Mündung der Weißache. Flussabwärts wurde der Fluss auf einer Länge von 2,8 km um zwei Meter eingetieft.
Die Schaltanlage zur Einspeisung des Stroms ins Netz liegt auf österreichischer Seite.
Seit 2015 gibt es einen Fischpass auf der rechten Uferseite, der den Inn unterhalb des Kraftwerks mit dem direkt oberhalb der Anlage in den Inn mündenden Jennbach verbindet.

## Motor-Schifffahrt
Im Rückstau von Niederndorf etwa 9 km hinauf bis Kufstein fuhr nach Fertigstellung des Innkraftwerk Langkampfen anfangs, ab 1998 ein kleines Motorschiff Tirol, ab April 2000 das 116-Personen-Motorschiff St. Nikolaus als touristisches Verkehrsmittel. Betreiber war 13 Jahre lang, bis zur Einstellung 2011 die Achenseeschifffahrt der TIWAG.